# Hospital Sótero del Río (métro de Santiago)
Hospital Sótero del Río est une station de la Ligne 4 du métro de Santiago (Chili), dans la commune de Puente Alto.

## La station
La station est ouverte depuis 2005 et située entre les stations Elisa Correa et Protectora de la Infancia.

## Origine étymologique
Son nom provient de l'hôpital Sotero del Rio, qui est situé en face du côté est de la station. Cet hôpital est l'un des plus importants de la capitale.